# Biosoziologie
Die Biosoziologie ist derjenige Teilbereich der allgemeinen Soziologie, der sich mit der sozialen Formung – der „Institutionalisierung“ – der sozial-reflexiv formbaren Mitbringsel des Menschen aus dem Tier-Mensch-Übergangsfeld empirisch und theoretisch befasst.
Gelegentlich wurde der Begriff auch in einem nichtsoziologischen Sinne verwandt.

## Biosoziologie und Soziobiologie
Die Unterscheidung zwischen Biosoziologie und Soziobiologie ist umstritten, und die Debatte ist mitunter durch wechselseitige Ideologie-Vorwürfe belastet.
Der anfänglich von Edward O. Wilson geprägte Begriff der Soziobiologie vermutete bei sozialem Verhalten auch beim Menschen einen starken biologischen Einfluss. Diese Vermutung war der naturwissenschaftlichen Hirnforschung willkommen, stieß aber zumal in den Geistes- und Sozialwissenschaften auf großen Widerstand. Der von Richard Dawkins eingeführte Begriff des Mems und einer damit verbundenen eigenständigen kulturellen Evolution sollte eine gemeinsame Diskussionsbasis schaffen, wird aber von Geistes- und Sozialwissenschaftlern kaum ernsthaft diskutiert. Ähnlich wie Dawkins geht die Biosoziologie nicht von rein biologischen Vorteilen sozialen Verhaltens aus, sondern nimmt ebenfalls eine unabhängige Entwicklung der Kultur vom Genotyp des Menschen an.
Die Sozialwissenschaften besitzen jedoch im Vergleich zur Biologie ein unterschiedliches Begriffssystem. Demnach soll der Biosoziologie zufolge nicht ein soziales Verhalten (der Begriff sei abhängig von kulturellen Vorstellungen), sondern das soziale Handeln biologisch fixiert sein. Zentral hierbei ist der Begriff der „Institution“, der hier vor allem soziale Regeln und damit verbundene Durchsetzungsmechanismen meint.

## Instinkt-Bauprinzipien
Bereits Arnold Gehlen hat philosophisch-anthropologisch den Satz aufgestellt, dass der „Mensch“ (mit Friedrich Nietzsche) „das nicht festgestellte Tier“ sei, nämlich ein Tier ohne Instinkte, die ihn in festen Reaktionsbahnen halten könnten. Deswegen fehle ihm – als insoweit einem Mängelwesen – die (bei Tieren instinktförmig mitgegebene) Sicherheit des Verhaltens. Er habe aber, und das sei seine menschliche Besonderheit, die „Institutionen“ anstelle der Instinkte entwickeln können. Institutionen gäben ihm ebenfalls Sicherheit, aber nicht für alle Menschen einförmig, sondern – je nach der sozialen Ausprägung der Institutionen – von Gesellschaft zu Gesellschaft unterschiedlich. Insofern genüge eine biologische Instinktlehre für ihn nicht.
Vertiefend hat Dieter Claessens angenommen, dass der Mensch diesseits des „Tier-Mensch-Übergangsfeldes“ seine Instinkte keinesfalls restlos verloren habe, sondern dass noch „Instinktstümpfe“, d. h. Instinkt-Bauprinzipien, erhalten seien. Durch die besondere menschliche Gabe, nicht instinktgepeitscht z. B. fliehen oder angreifen zu müssen, sondern sein eignes Tun innehaltend (es nach eigenem Urteil verzögernd) ins Auge zu fassen (es zu reflektieren), könne er gewisse Wahlen treffen. Aus denen entstehen erste Institutionen (z. B. „das Erzählen“), die sich dann aber biologisch-anthropologisch ihrerseits verfestigen könnten, so dass Instituiertes wieder instinktähnlich funktioniere und vermutlich nicht mehr rückgängig gemacht werden könne (Gleichnis des point of no return).

## Reichweite der neuen Eigenschaften
Dieter Claessens vermutete 1980 in „Das Konkrete und das Abstrakte“, dass diese sekundär vom Frühmenschen erworbene Handlungssicherheit nur so weit reiche, wie die Herausforderungen eines Jäger- und Sammlerlebens. Der überwältigenden Menge von Abstraktionen, die sich seither, d. h. seit der Erfindung von Ackerbau und Viehzucht, herausgebildet hätten, stehe der Mensch weitaus handlungsunsicherer gegenüber.

## Deutungen des „Handelns“
Was ‚wirklich‘ aus dem „Innehalten“ (aus der momentanen Befreiung von Verhaltenszwängen) hervorgegangen sein mag, ist (z. B.) philosophisch vielfach untersucht bzw. postuliert worden. Ob hier eine – immer als ‚typisch menschlich‘ anzusehende – Genese des „Willens“ oder der „Reflexion“ oder des „Gewissens“ oder der „Wesensschau“ oder gar der (bzw. einer) „Seele“ vorliege, ist strittig. In der Soziologie des sozialen Handelns wird axiomatisch oft von der Reflexion ausgegangen (vgl. z. B. die Theorie der rationalen Entscheidung (rational choice theory) oder die Frankfurter Schule), selten vom „Willen“ (vgl. z. B. Ferdinand Tönnies) oder von der Genese der Moral (vgl. z. B. Zygmunt Bauman).